# Janusz Gołaski
Janusz Marian Gołaski (ur. 16 sierpnia 1929 w Siekierkach Wielkich, zm. 15 czerwca 2024) – polski geodeta i kartograf, profesor nauk technicznych.

## Życiorys
Ukończył w 1956 studia z zakresu geodezji i kartografii na Politechnice Warszawskiej. Uzyskiwał następnie stopnie doktora i doktora habilitowanego, a w 1988 otrzymał tytuł profesorski w zakresie nauk technicznych. Podstawową działalność naukową prowadził w Katedrze Geodezji (którą kierował w latach 1973–1997) oraz Zakładzie Geodezji i Kartografii Środowiska Akademii Rolniczej w Poznaniu. W pracy naukowej zajmował się kartograficznymi metodami badania zmian środowiska, badaniem rozmieszczenia młynów wodnych oraz ustalaniem nazw geograficznych na mapach. Autor licznych książek i artykułów naukowych. Członek Komisji Nazw Miejscowości i Obiektów Fizjograficznych oraz Komisji Standaryzacji Nazw Geograficznych poza Granicami Rzeczypospolitej Polskiej. Był również członkiem Komitetu Geodezji Polskiej Akademii Nauk.
Działał w Klubie Inteligencji Katolickiej w Poznaniu, był jego wiceprezesem (1980–1987) oraz prezesem (1991–1999).
Został pochowany na cmentarzu parafialnym w Wierzenicy.

## Życie prywatne
W 1958 zawarł związek małżeński z Krystyną Górską-Gołaską, z którą miał czterech synów: Jana, Stanisława, Wojciecha oraz Tomasza.

## Odznaczenia
W 2011, za wybitne zasługi w kultywowaniu tradycji narodowej, pielęgnowaniu polskości oraz w rozwijaniu świadomości narodowej, obywatelskiej i kulturowej, prezydent RP Bronisław Komorowski odznaczył go Krzyżem Kawalerskim Orderu Odrodzenia Polski.

## Publikacje
- Atlas rozmieszczenia młynów wodnych w dorzeczach Warty, Brdy i części Baryczy w okresie 1790–1960. Cz. 1, Środkowa Warta, Prosna i Barycz, Poznań: Wydawnictwo Akademii Rolniczej, 1980.
- Atlas rozmieszczenia młynów wodnych w dorzeczach Warty, Brdy i części Baryczy w okresie 1790–1960. Cz. 2, Dolna Warta i Obra, Poznań: Wydawnictwo Akademii Rolniczej, 1988.
- Atlas rozmieszczenia młynów wodnych w dorzeczach Warty, Brdy i części Baryczy w okresie 1790–1960. Cz. 3, Dolna Noteć, Drawa i Gwda, Poznań: Wydawnictwo Akademii Rolniczej, 1993.
- Atlas rozmieszczenia młynów wodnych w Dorzeczach Warty, Brdy i części Baryczy w okresie 1790–1960. Cz. 4, Brda i Górna Noteć, Poznań: Wydawnictwo  Akademii Rolniczej im. Augusta Cieszkowskiego, 2002.
- Atlas rozmieszczenia młynów wodnych w dorzeczach Warty, Brdy i części Baryczy w okresie 1790–1960. Cz. 5, Górna Warta, Poznań: Akademia Rolnicza im. Augusta Cieszkowskiego, 2006.
- Kształtowanie się mapy wsi w Polsce do końca XVIII w. Studia nad genezą wielkoskalowej informacji kartograficznej, Seria Monografie z Dziejów Nauki i Techniki, t. 60, Wrocław: Zakład Narodowy im. Ossolińskich, 1969.
- Opracowanie nazw na mapach wielkoskalowych: toponomastyka kartograficzna: podstawy teoretyczne, metodyka polowych prac nazewniczych, Warszawa: Państwowe Przedsiębiorstwo Wydawnictw Kartograficznych, 1967.
- Zbieranie i opracowywanie nazw geograficznych: przewodnik toponimiczny. Cz. 1, Zbieranie nazw w terenie, Warszawa: Główny Urząd Geodezji i Kartografii, 2002,